# François Beukelaers
Pour les articles homonymes, voir Beukelaers.
François Beukelaers est un acteur et réalisateur de cinéma belge né à Vilvorde le 2 février 1938.

## Biographie
François Beukelaers a joué dans plusieurs films de Chantal Akerman au début des années 1980, Toute une nuit et Les Années 80. Auparavant, il avait joué dans des films d'André Delvaux. Il interprète le rôle de Max dans le film de Marc Didden Brussels by Night sorti en 1983.

## Filmographie partielle

### Comme acteur
- 1968 : Un soir, un train d'André Delvaux
- 1979 : Melancoly Baby de Clarisse Gabus
- 1982 : Toute une nuit de Chantal Akerman
- 1983 : Les Années 80
- 1983 : Brussels by Night de Marc Didden
- 1993 : Nestor Burma (série télévisée), saison 2, épisode 5 : Un croque-mort nommé Nestor : Derogier, le banquier
- 1997 : Oesje! de Ludo Cox
- 2012 : Une Estonienne à Paris de Ilmar Raag
- 2016 : Achter de wolken de Cecilia Verheyden :